# Vilken dag
Vilken dag utkom 1978 och är ett album av den kristna gruppen Samuelsons. Skivan innehåller ett flertal sånger där man satt kristen text på melodier som ursprungligen har profan text. Skivan är producerad av Arnold Børud och Stephan Berg.

## Låtlista

### Sida 1
1. Jag vill vara där du är (Original: Moody Blue)
2. Jesus jag ber dig
3. Kom, låt oss hjälpa varandra (Original: Leende guldbruna ögon)
4. Det är Jesus (Original: It's a Heartache)
5. Vilken dag
6. O, vilken nåd (Original: Danny Boy)

### Sida 2
1. Född på nytt
2. You're My Best Friend
3. Jesus kommer snart tillbaka
4. Jag har hört om en stad
5. Jag vet att Jesus lever
6. Du är allt för mej (Original: You're My World)